# Мармироло
Мармироло (итал. Marmirolo) је насеље у Италији у округу Мантова, региону Ломбардија.
Према процени из 2011. у насељу је живело 5276 становника. Насеље се налази на надморској висини од 29 м.

## Становништво
Према резултатима пописа становништва 2011. у општини је живело 7.759 становника.
| 1931. | 1936. | 1951. | 1961. | 1971. | 1981. | 1991. | 2001. | 2011. |
| ----- | ----- | ----- | ----- | ----- | ----- | ----- | ----- | ----- |
| 6.176 | 6.461 | 7.271 | 6.689 | 7.144 | 7.181 | 7.076 | 7.246 | 7.759 |

## Партнерски градови
- Маса Ломбарда